# Barbe d'Oran
Le Barbe d'Oran est un type de chevaux Barbe d'Afrique du Nord, propre à la région d'Oran en Algérie, et plus largement, à la partie occidentale du pays. Il est décrit essentiellement dans des sources coloniales de la fin du XIXe siècle jusqu'au début du XXe siècle, en distinguant deux types : celui des montagnes, plus massif, et celui du Sahara, plus léger. C'est un cheval d'assez petite taille, plutôt massif, une caractéristique accentuée et recherchée par les militaires français. 
Il devient très réputé comme monture de cavalerie légère.

## Histoire
En 1909, les colons militaire français ouvrent un dépôt d'étalons à Abadla, qui reçoit des étalons du dépôt de Mostaganem. Ils mettent en place une sélection des juments afin de faire naître des montures de cavalerie militaire, en recherchant des caractères morphologiques spécifiques tels qu'un bassin large, de l'amplitude et de grands rayons. Trente ans de cette sélection conduisent à la disparition du type ancien de la race locale, plus petit et fin, au profit d'un cheval de remonte décrit par les Français comme « le joyau de la race barbe ».

## Description
En 1893, le vétérinaire colonial français Eugène Aureggio cite une taille moyenne de 1,42 m à 1,50 m pour le Barbe d'Oran issu des montagnes, avec quelques rares sujets qui atteignent jusqu'à 1,60 m.
Félix van der Meer le décrit comme une « variété du cheval barbe modifiée par le climat de l'Algérie ». Dans les sources coloniales françaises, ce cheval est décrit comme la race « la plus précieuse sinon la plus belle de toute l'Algérie ».
D'après le vétérinaire et capitaine A. Boué, qui décrit les chevaux algériens sélectionnés pour la cavalerie française en 1950, le Barbe d'Oran est de petite taille, plus petit notamment que le Barbe de Constantine, mais étoffé et « bien roulé ». Son apparence est petite, ramassée et trapue. La tête est carrée, elle présente un front large, des yeux écartes et souvent couverts, et un chanfrein rectiligne, qui peut dans de très rares cas être camus (concave). Les oreilles sont parfois tombantes. C'est un cheval au poitrail, au dos, aux reins et à la croupe larges,. L'encolure est forte, particulièrement à sa base. Le garrot est gras, peu élevé, noyé. Les côtes sont rondes et les hanches sont noyées. La croupe est ronde, avec une queue attachée bas et enfouie. Les articulations sont robustes.
Avant cette sélection militaire française, le Barbe local est décrit comme petit, étroit, serré, « fait en lame de couteau, en général décousu ». L'encolure est renversé, avec une attache faible ; le dos est droit et l'attache de rein également faible. 
Il est décrit comme particulièrement frugal, nécessitant très peu de nourriture et résistant à la soif.

## Utilisations

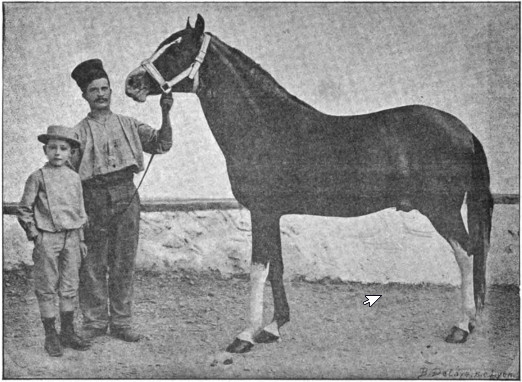
Salem ex Borgia en 1893, un Barbe d'Oran originaire de la plaine de l'Habra, qui a concouru en courses de trot.

Le Barbe d'Oran est tout particulièrement réputé comme monture de cavalerie légère ; il fut notamment la monture militaire des Harkis Doui-Menia. D'après Boué, il est aussi recherché par les cavaliers algériens locaux, à des fins de parade. D'après van der Meer, la variété du Schéliff passe pour le meilleur de tous les chevaux de cavalerie en France et en Allemagne.
Dès l'âge de deux ans, il est généralement mis à la charrue par les Doui-Menia. Il est monté très tôt, et exercé à aller l'amble. Les Doui-Menia le montent pour tous leurs déplacements courants, par exemple pour se rendre au souk, à la palmeraie, ou pour visiter leurs troupeaux.

## Diffusion de l'élevage
Le Barbe d'Oran est lui-même divisé en variétés distinctes, parmi lesquelles celle de l'Oued Guir, où il est élevé par les pasteurs nomades Doui-Menia. Il est habituellement élevé en liberté, avec des entraves aux membres latéraux afin de limiter ses déplacements. Les animaux sont rentrés au ksar pendant la saison froide, en décembre et en janvier.
Cependant, dès 1950, cet élevage est menacé par les sécheresses et plus largement, par les variations de la pluviométrie.